# Ignacije Aurelije Fessler
Ignacije Aurelije Fessler (njem. Ignaz Aurelius Feßler; mađ. Fessler Ignác Aurél; Zurndorf, 18. svibnja 1756. – Sankt-Peterburg, 15. prosinca 1839.) bio je mađarski franjevac, kasnije luteranski svećenik, književnik, profesor orijentalnih jezika i filozof, poznat po svom angažmanu u slobodnom zidarstvu te reformatorskim idejama u obrazovanju i crkvenom djelovanju.

## Životopis
Fessler je rođen u Zurndorfu (mađ. Zurány, ranije Zarandfalva), tada dijelu Mošonske županije (danas u Gradišću, Austrija). Obrazovao se u Bratislavi i Juri te 1773. godine stupio u franjevački kapucinski red u samostanu Moor kod Székesfehérvára. Svećeničko ređenje primio je 1779. godine, a 1784. premješten je u franjevački samostan u Mödlingu kod Beča. Nezadovoljan samostanskim načinom života, predložio je caru Josipu II. reformu klerikalnog obrazovanja.
Studirao je orijentalne jezike i doktorirao, nakon čega je postao profesor Starog zavjeta na Sveučilištu u Lembergu. Ondje je napustio kapucinski red i pridružio se slobodnom zidarstvu, postavši članom Lože "Feniks za okruglim stolom" (Loge Phoenix zur runden Tafel). Godine 1787. objavio je tragediju Sidney, kritički usmjerenu protiv isusovaca, što ga je primoralo na bijeg u Breslau. Zaštitu je pronašao kod slobodnog zidara, princa Schönaich-Carolatha, na čijem je imanju bio odgojitelj njegovih sinova.
Godine 1791. konvertirao je na luteranstvo, a 1792. se oženio. Nakon razvoda 1802. godine, ponovno je stupio u brak. Od 1796. živio je u Berlinu, gdje se književno angažirao te postao član lože pod okriljem Velike lože Pruske "Royal York", zajedno s filozofom Johannom Gottliebom Fichteom. Zajedno su reformirali statut i ritual lože, no nakon nesuglasica Fessler ju je napustio 1802. i pridružio se Loži "Tri planine" (Loge Zu den drei Bergen) u Freibergu koja je radila pod okriljem Velike zemaljske lože Saske.
Godine 1809. imenovan je profesorom orijentalnih jezika i filozofije na Akademiji "Aleksandar Nevski" u Sankt Peterburgu. Tamo se zauzimao za djelovanje masonske lože, uz podršku visokih ruskih dužnosnika, uključujući ministra obrazovanja grofa Grigora Razumovskog i državnog tajnika Mikhaila Speranskog i cara Aleksandra I. Međutim, zbog promicanja kantovske filozofije i optužbi za ateizam, izgubio je profesorsko mjesto.
Nakon toga radio je u narodnom odgojnom zavodu, a 1820. postao je superintendant i predsjednik konzistorija evangeličke zajednice u Saratovu. Godine 1833. imenovan je generalnim superintendantom i crkvenim savjetnikom evangeličke zajednice u Sankt Peterburgu, gdje je i preminuo 1839. godine.

## Rad
Fessler je većinu svojih djela pisao na njemačkom jeziku, uključujući povijesne romane, među kojima je i onaj o Nikoli VII. Zrinskom, dostupan i u kajkavskom te suvremenom hrvatskom prijevodu. Mađarska akademija znanosti izabrala ga je 1831. za dopisnog člana.